# Бордзиловский, Витольд Янович
Вито́льд Я́нович Бордзило́вский (3 [16] декабря 1916, Тифлис — 23 апреля 1979, Москва) — советский режиссёр-мультипликатор и художник-постановщик рисованных мультфильмов, также был художником детских диафильмов.

## Биография
Происходил из польской шляхты. Отец — Ян Эдуардович Бордзиловский, в советское время был репрессирован, мать — Тереза Бернардовна Кажинская. Родственники по материнской линии — композитор и капельмейстер Александринского театра Виктор Кажинский, а также известный польский писатель Тадеуш Доленга-Мостович. Брат Олег Иванович (Янович) Бордзиловский (1929—1998) и его жена Галина Андриановна Фёдорова (род. 1935) были ведущими актёрами Рязанского театра драмы, их дочь Евгения Бордзиловская (род. 1961) — российская актриса театра и кино.
Учился в Азербайджанском художественном училище, которое окончил в 1938 году. После учёбы работал художником-оформителем. Участвовал в Великой Отечественной войне, после окончания которой поступил на художественный факультетв ВГИК, где учился с 1948 по 1954 год.
На «Союзмультфильме» начал работать в 1953 году: вначале художником-постановщиком, а с 1962 года — режиссёром совместно с Юрием Прытковым. С 1965 года ставил фильмы самостоятельно. Работал в рисованной мультипликации, снимал сюжеты для киножурнала «Фитиль». Также иллюстрировал диафильмы.
Скончался 23 апреля 1979 года. Похоронен на Введенском кладбище (уч. 6).

## Награды
- «Мешок яблок» — Международный фестиваль сказочных фильмов в Оденсе (Дания), 1975 — приз «Серебряная русалочка».

## Фильмография
- Ворона и лисица, кукушка и петух (1953) — художник-постановщик
- Ореховый прутик (1955) — художник-постановщик
- Девочка в джунглях (1956) — художник-постановщик
- Миллион в мешке (1956) — художник-постановщик
- Сказ о Чапаеве (1958) — художник-постановщик
- Али-Баба и сорок разбойников (1959) — художник-постановщик
- Тринадцатый рейс (1960) — художник-постановщик
- Дорогая копейка (1961) — художник-постановщик
- Наш доктор (1961) — художник-постановщик[5]
- Небесная история (1962) — режиссёр, художник-постановщик
- Миллионер (1963, в сборнике «Большой фитиль») — режиссёр, художник-постановщик
- Кто виноват? (1964) — режиссёр, художник-постановщик
- Светлячок № 5 (1964) — режиссёр, художник-постановщик
- Гордый кораблик (1966) — режиссёр, сценарист
- Орлёнок (1968) — режиссёр
- Совесть заела (1969, «Фитиль» № 90) — режиссёр, художник-постановщик
- Самый главный (1970) — режиссёр
- Мяч и радуга (1970) — художник-постановщик[6]
- Чужие следы (1971) — режиссёр
- Утёнок, который не умел играть в футбол (1972) — режиссёр
- Как это случилось (1973) — режиссёр, художник-постановщик
- Мешок яблок (1974) — режиссёр
- Легенда о старом маяке (1976) — режиссёр
- Дед Мороз и серый волк (1978) — режиссёр
- Как утёнок-музыкант стал футболистом (1978) — режиссёр

## Диафильмы
- Селике, Янош и его друзья (1955)
- Ткач Ганеша (1955)
- Дамдин музыкант (1956)
- Сказка о рыбаке и рыбке (1956 и 1969)
- Приключения Мюнхаузена (1957)
- Мюнхаузен верхом на ядре (1958)
- Сосруко — сын камня (1958)
- Перекати-поле (1962)
- Вересковый мёд (1963)
- Конёк-Горбунок (1966)
- Приключения капитана Врунгеля (1967)
- Как Робин Гуд нанялся в корабельщики (1970)
- Сказание о невидимом граде Китеже (1971)
- Замарашка (1972)
- Песнь о вещем Олеге (1973)
- Золотой волос (1973)
- Деревянный конь (1974)
- Три апельсина (1975)
- Предание о славном казаке покорителе Сибири Ермаке Тимофеевиче (1976)
- Сампо-Лопарёнок (1977)
- Ананси и волшебный фонтан (1978)
- Козета (1979)